# Calciumbromide
Calciumbromide is het calciumzout van waterstofbromide, met als brutoformule CaBr2. De stof komt voor als reukloze hygroscopische kleurloze kristallen, die zeer goed oplosbaar zijn in water.

## Synthese
Calciumbromide kan bereid worden uit reactie van calciumcarbonaat of calciumoxide en waterstofbromide:
{\displaystyle {\ce {CaCO3 + 2HBr -> CaBr2 + H2O + CO2}}}
{\displaystyle {\ce {CaO + 2HBr -> CaBr2 + H2O}}}
Het kan ook rechtstreeks uit de samenstellende elementen bereid worden:
{\displaystyle {\ce {Ca + Br2 -> CaBr2}}}
Een alternatieve manier is de reactie van calciumcarbonaat en dibroom, met mierenzuur als reductor:
{\displaystyle {\ce {CaCO3 + Br2 + HCOOH -> CaBr2 + H2O + 2CO2}}}

## Toepassingen
Calciumbromide wordt gebruikt in boorvloeistoffen, geneesmiddelen, conserveermiddelen en vlamvertragers.